# Akcja „Burza” na Wołyniu

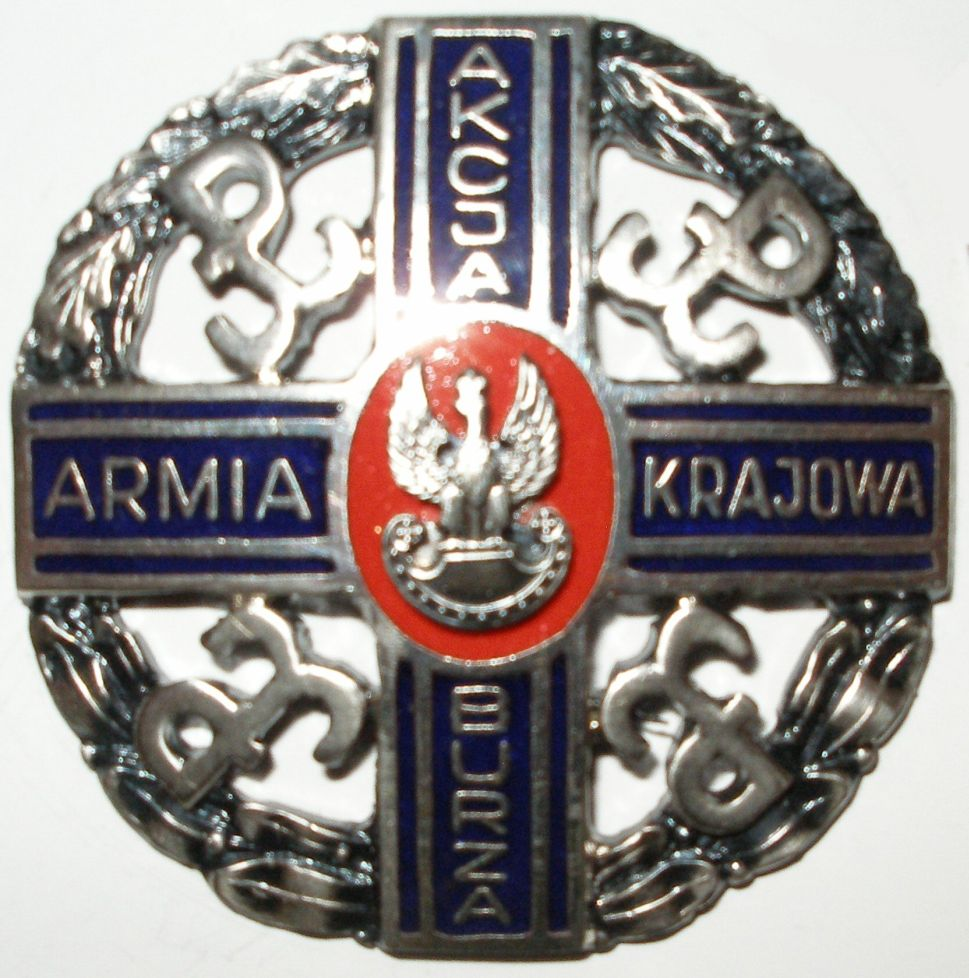
Odznaka AK przyznawana za udział w akcji „Burza”

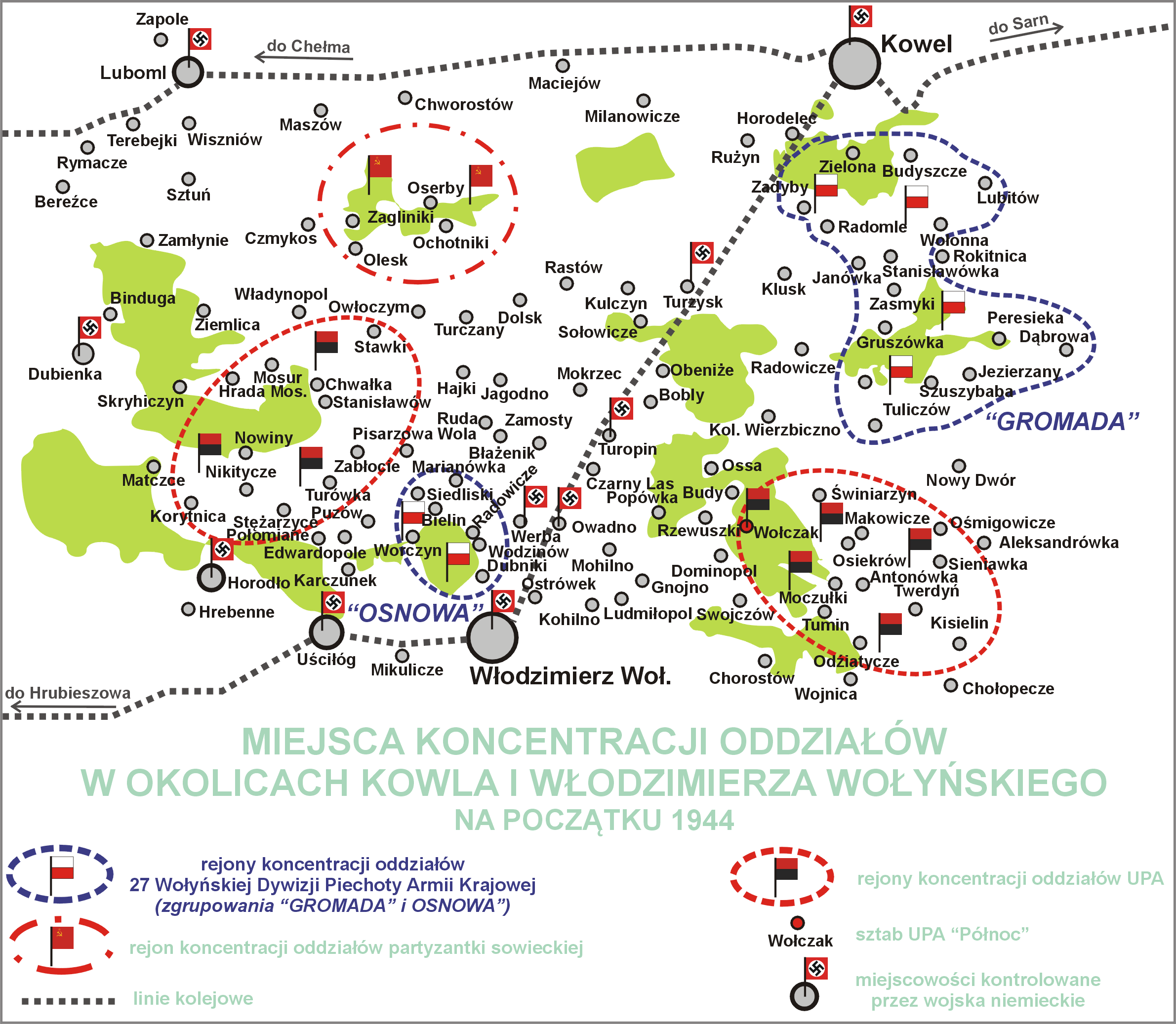
Miejsce koncentracji na początku 1944

Akcja „Burza” na Wołyniu – akcja wojskowa zorganizowana i podjęta przez oddziały Armii Krajowej przeciw oddziałom Wehrmachtu, w końcowej fazie okupacji niemieckiej, bezpośrednio przed wkroczeniem i w trakcie działań Armii Czerwonej przeciw wojskom niemieckim, prowadzona w granicach II Rzeczypospolitej na terytorium województwa wołyńskiego II Rzeczypospolitej.
Na Wołyniu w akcji tej wzięło udział 6,5 tys. żołnierzy 27 Wołyńskiej Dywizji Piechoty.

## Kalendarium
1944
- 4 stycznia – Armia Czerwona wkroczyła na terytorium II RP w okolicach Sarn na Wołyniu
- 15 stycznia – przeprowadzono mobilizację kilkunastu roczników Polaków – rejony koncentracji: lasy w okolicach Kowla i Włodzimierza Wołyńskiego
- 28 stycznia – utworzenie 27 Wołyńskiej Dywizji Piechoty
- 10 lutego – przejęcie dowództwa Okręgu Wołyń AK przez ppłk. Jana Wojciecha Kiwerskiego
- 4 marca – nawiązanie kontaktu z Sowietami (kpt. Gusiew) w rejonie Dąbrowa – Zasmyki
- 17 marca – rozbrojenie kompanii Wehrmachtu w Zasmykach
- 18 marca – rozpoczęcie walk z Niemcami
- 20-27 marca – szereg bojów w rejonie rzeki Turii (m.in. zdobycie Turzyska i bój o most w Turopinie)
- 23 marca – rozbrojenie oddziału (76 żołnierzy) Wehrmachtu w Stężarzycach
- 24 marca – bój pod Kapitułką
- 26 marca – rozmowy ppłk. J.W. Kiwerskiego z radzieckim dowódcą armii działającej na kierunku kowelskim gen. Siergiejewem
- koniec marca – przegrupowanie dywizji, przerzucenie zgrupowania „Gromada” na południowy zachód od Kowla celem współdziałania z Armią Czerwoną w zdobyciu tego miasta
- kwiecień – walki frontowe na zachód od Kowla:
- 2 kwietnia – bój pod Sztuniem i Zamłyniem
- 3 kwietnia – zdobycie Maszowa
- 3/4 kwietnia – nocna walka z SS (strzelcy górscy) w Sztuniu. Zginęło 81 Niemców, 42 wzięto do niewoli. Straty polskie 8 zabitych i 6 rannych.
- 5 kwietnia – utrata Sztunia na rzecz Niemców
- 7 kwietnia – zasadzka pod Kalinówką na kolumnę wozów niemieckich. Zabito 10 Niemców, 2 wzięto do niewoli.
- 8 kwietnia – wycofanie się batalionu „Jastrzębia” z Czmykosu pod naciskiem natarcia niemieckiego prowadzonego z użyciem czołgów
- 8 kwietnia – przejęcie zrzutu lotniczego pod Władynopolem[1]
- 9 kwietnia – natarcie niemieckie na pozycje 27 DP AK pod Pustynką, Staweczkami i Zamłyniem. Siły polskie zostały wyparte ze Staweczek i Zamłynia, udało się utrzymać Pustynkę.
- 10 kwietnia – kontynuacja natarcia niemieckiego, dalsze pogarszanie się położenia dywizji
- 12 kwietnia – próby przejęcia inicjatywy przy współdziałaniu z oddziałami Armii Czerwonej, nieudany zwrot zaczepny w kierunkach północnym i południowym, w tym próba zdobycia Włodzimierza Wołyńskiego
- 12/13 kwietnia – spotkanie ppłk. Kiwerskiego z gen. Gromowem, prowadzone w chłodnej atmosferze. Gromow nie wyraził zgody na wycofanie dywizji na wschodni brzeg Turii, do strefy działania wojsk sowieckich. Zalecił podjąć walki obronne w masywie lasów stęzarzyckich, mosurskich i ziemlickich. Tej nocy Niemcy wyparli Polaków z Pustynki. Próba jej odbicia następnego dnia nie powiodła się.
- 13-14 kwietnia – zajęcie nowych pozycji obronnych – północnej lizjery lasów mosurskich oraz na południu linii bagien w rejonie Zabłocia
- 15 kwietnia – utrata wsi Sieliska przez batalion „Łuna”
- 16-19 kwietnia – ciężkie walki obronne w okrążeniu
- 18 kwietnia – śmierć dowódcy 27 Wołyńskiej Dywizji Piechoty AK
- 21 kwietnia – wyjście z pierwszego okrążenia (na Wołyniu)
- 28 kwietnia – postój w lasach szackich (Polesie)
- 21 maja – wyjście z drugiego okrążenia (na Polesiu)
- 27 maja – tragiczna przeprawa przez Prypeć na drugą stronę frontu
- 10 czerwca – przejście na teren Lubelszczyzny

Pozostałe oddziały które przeszły przez Bug na zachód do Okręgu Lublin AK wzięły udział w akcji „Burza” na terenie Lubelszczyzny. Dywizja zachowała ciągłość bojową do końca lipca 1944.

## Podsumowanie
27 Wołyńska Dywizja Piechoty AK w okresie od stycznia do czerwca 1944 stoczyła ponad 100 walk (mniejszych lub większych) tracąc ponad 600 zabitych żołnierzy. Józef Turowski oceniał straty wroga (Niemców i Węgrów) na 700-750 zabitych i co najmniej 900 rannych.